# Щелкун бимарго
Щелкун бимарго (лат. Tropihypnus bimargo)— вид щелкунов подсемейства Negastriinae.

## Распространение
Часто встречается по берегам рек горной системы Тянь-Шань.

## Описание
Щелкун бимарго длиной до 8 мм.

## Экология и местообитания
Обитает в затопляемых каменистых косах и берегах.
Проволочники — некро-сапрофаги, иногда хищничают. Малоподвижны и легко переносят долгое пребывание в воде.